# Eliahu Inbal

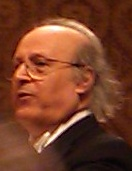
Eliahu Inbal

Eliahu Inbal (Gerusalemme, 16 febbraio 1936) è un direttore d'orchestra israeliano, particolarmente attivo in Italia.

## Biografia
Eliahu Inbal è nato a Gerusalemme nel 1936. Ha iniziato gli studi di violino all'Accademia di Gerusalemme, di composizione con Paul Ben-Haim ed ha continuato poi al Conservatoire de Paris, a Hilversum ed a Siena con Franco Ferrara e Sergiu Celibidache. Nel 1963, a ventisei anni, ha vinto il Concorso "Guido Cantelli" al Teatro Coccia di Novara e da allora è stato invitato dalle più prestigiose orchestre in Europa, Stati Uniti e Giappone.
Dal 1984 al 1987 è stato direttore principale al Teatro La Fenice di Venezia e allo stesso tempo è stato sul podio dei Teatri d'Opera di Monaco, Amburgo, Verona, del Festival di Glyndebourne, e ha diretto nuove produzioni a Parigi e a Zurigo. Dal 1974 al 1990 è stato direttore principale dell'Orchestra della Radio di Francoforte e nel 1995 è stato nominato direttore onorario. Con questa orchestra ha effettuato tournée in Europa, Stati Uniti e Giappone e ha inciso il ciclo delle opere di Mahler, Bruckner, Berlioz, Schumann, Berg, Schoenberg, Webern e Brahms.
Di egual successo le sue incisioni dell'Opera completa di Ravel con l'Orchestre National de France; del ciclo delle opere di Dvořák e Stravinskij con la Philharmonia Orchestra di Londra, e di tutte le Sinfonie di Šostakovič con i Wiener Symphoniker; dei lavori orchestrali di Bartók (del quale ricordiamo anche l'incisione del 1994 dell'opera in un atto Il castello di Barbablù, a capo dell'orchestra sinfonica della Radio di Francoforte) e dei poemi sinfonici di Richard Strauss con l'Orchestre de la Suisse Romande.
Nel 1995 è stato nominato direttore onorario dell'Orchestra Sinfonica Nazionale della RAI di Torino con la quale ha completato la Tetralogia di Wagner, che gli è valso il Premio Franco Abbiati della critica musicale italiana e il Premio Viotti 1999.
Dal 2001 al 2006 è stato direttore musicale dei Berliner Symphoniker. Da settembre 2007 fino al 2010 è stato "Direttore Musicale Principale" del Gran Teatro La Fenice di Venezia. Dal 2009 al 2012 è stato direttore principale dell'Orchestra Filarmonica Ceca, dal 2019 al 2022 della Taipei Symphony Orchestra.

## Discografia
- Bartók: Herzog Blaubarts Burg, Opera in 1 atto. Katalin Szendrényi, Falk Struckmann, RSO Frankfurt, Eliahu Inbal (Denon, 1994)
- Bruckner: Symphony No. 3 - Eliahu Inbal/Radio-Sinfonie-Orchester Frankfurt, 1989 Teldec
- Bruckner: Symphony No. 4 "Romantic" - Eliahu Inbal/Radio Sinfonie Orchester Frankfurt, 1983 Teldec
- Bruckner: Complete Symphonies - Eliahu Inbal/Radio Sinfonie Orchester Frankfurt, 1983/1992 Teldec
- Chopin, Conc. pf. n. 1-2/Krakowiak - Arrau/Inbal/LPO, 1970/1980 Philips
- Mahler: Symphony No. 6, Tragic - Eliahu Inbal/Tokyo Metropolitan Symphony Orchestra, 2014 Octavia
- Shostakovich: Symphonies No. 1 & No. 15 - Eliahu Inbal/Weiner Symphoniker, 2003 Denon
- Shostakovich: Symphony No. 2 & No. 5 - Eliahu Inbal/Vienna Symphony Orchestra, 1994 Denon
- Strauss R: Also Sprach Zarathustra, Op. 30, Till Eulenspiegels Lustige Streiche, Op. 28 & Macbeth, Op. 23 - Eliahu Inbal, 1998 Denon